# Haus Düsternstraße 43–51

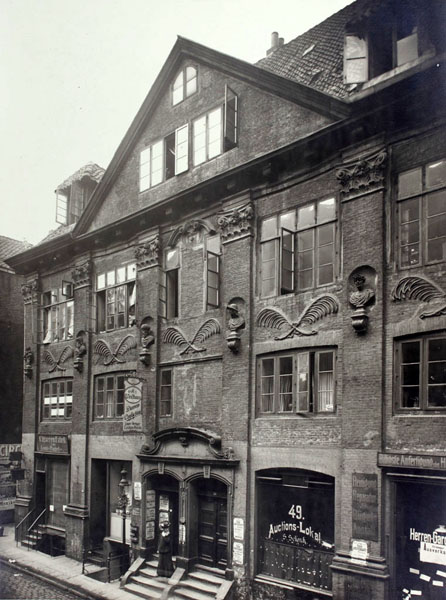
Haus Düsternstraße 43–51, Aufnahme Georg Koppmann, Juni 1906

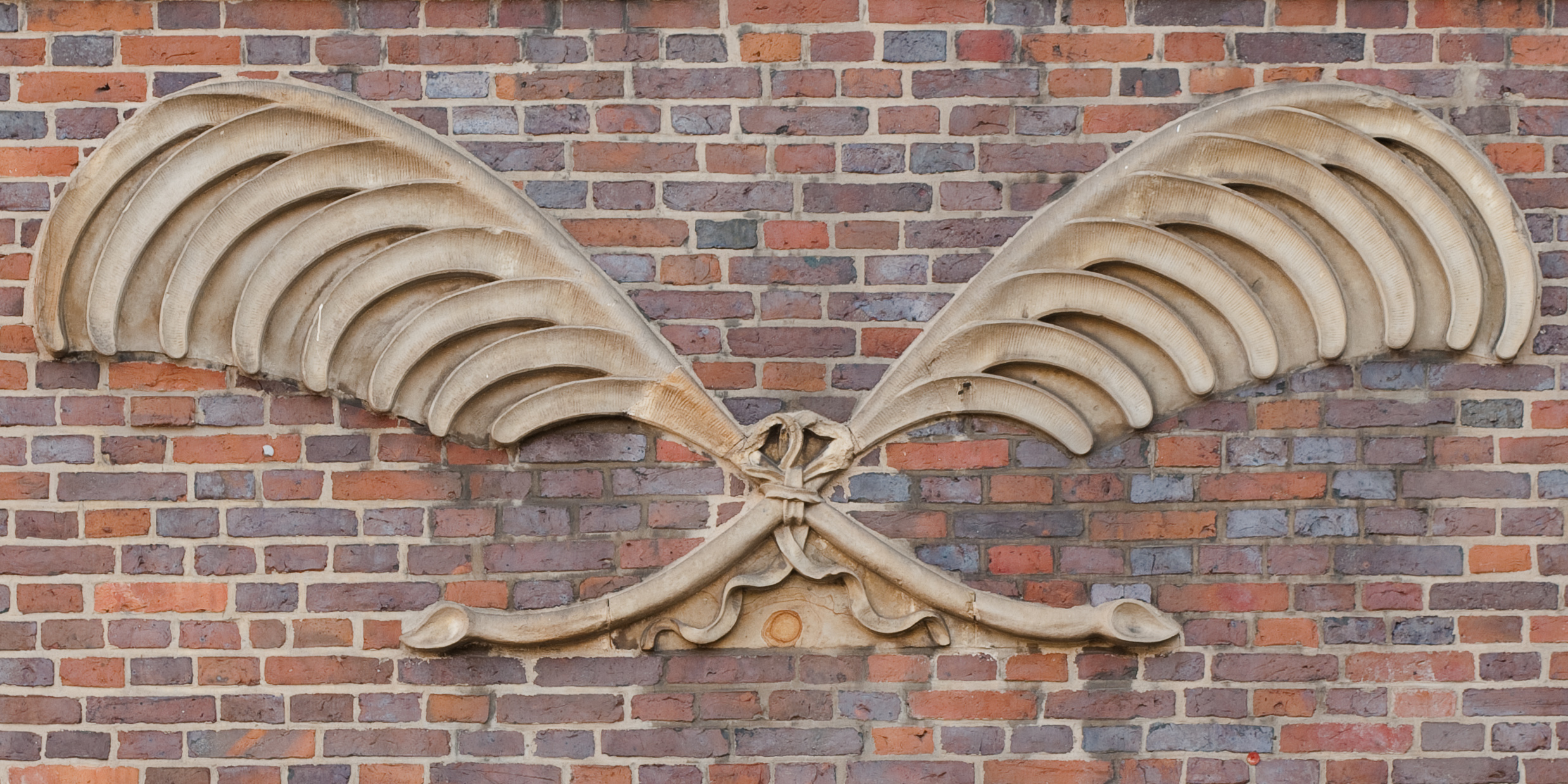
Bauschmuck Palmwedel, seit 1922 an der Fassade des Museums für Hamburgische Geschichte

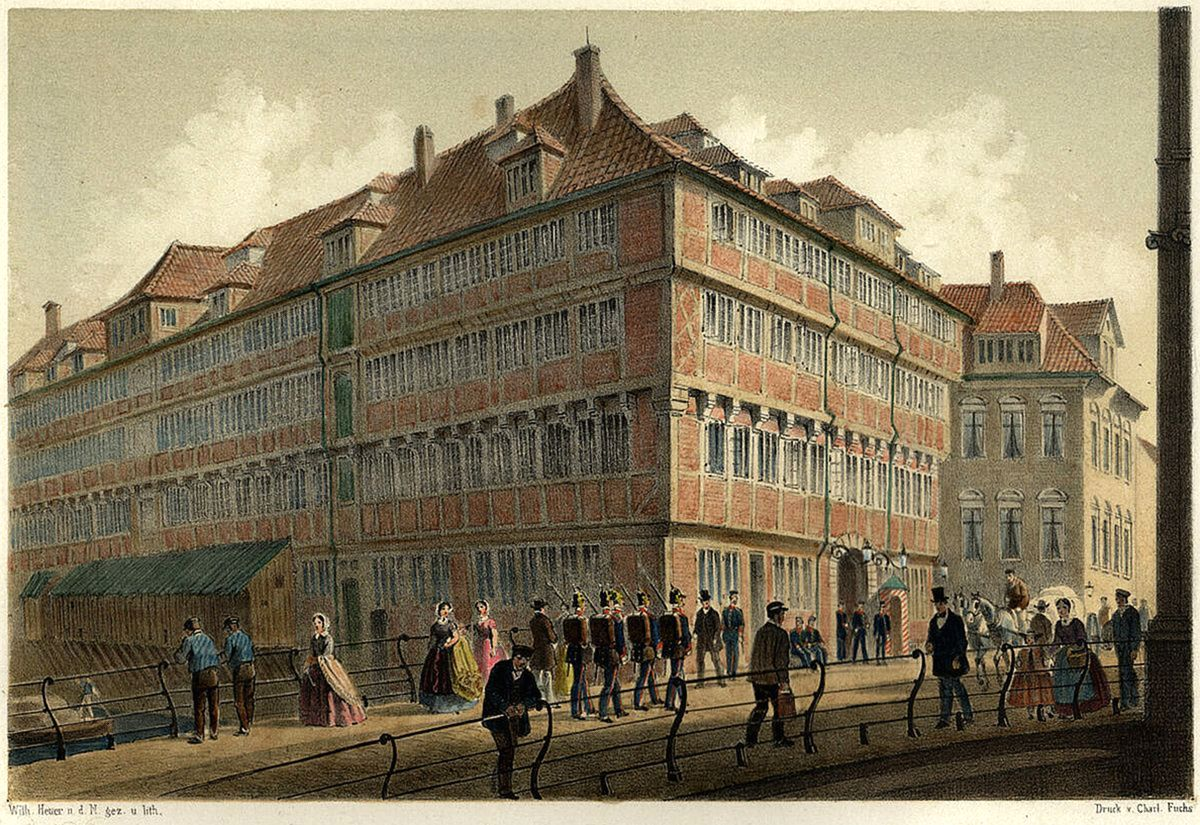
Vorbild Kornhaus am Wandrahm

Das Haus Düsternstraße 43–51 war ein Backsteingebäude in der Hamburger Neustadt, das der Volksmund aufgrund seiner eindrucksvollen Bauweise und seiner barocken Fassade auch Altes Schloss nannte. Es wurde zwischen 1671 und 1677 errichtet und 1906 abgerissen und stand am südlichen Teil der Neustädter Fuhlentwiete, die ab 1900 in Düsternstraße umbenannt wurde. Teile seines Bauschmucks wurden von Fritz Schumacher in die Architektur des Museums für Hamburgische Geschichte einbezogen und zieren die zum Holstenwall gelegene Südostwand des Gebäudes.

## Lage und Beschreibung
Das Haus wurde auf zwei Grundstücken in einer Zeit gebaut, nachdem durch die Errichtung der Wallanlagen von 1615 bis 1626 das Millerntor weiter nach Westen verlegt und die ehemaligen Gärten davor in das Hamburger Stadtgebiet einbezogen worden waren. Das Grundstück lag an einem ehemaligen Gartenweg parallel zum alten Stadtgraben, dem heutigen Herrengrabenfleet, zwischen den alten Straßenverläufen vom Alten Steinweg und der Fuhlentwiete. Die Adresse war Neustädter Fuhlentwiete, Ende des 19. Jahrhunderts wurde die Straße durch Verlängerung in die Düsternstraße einbezogen.
Das Gebäude war ein zweieinhalbgeschossiger fünfachsiger symmetrischer Backsteinbau mit 21 Meter breiter barocker Palastfassade, die von sechs Kolossalpilastern gleichmäßig gegliedert wurde. Diese wurden von hohen Sockeln bis zum hervorkragenden Dachgesims geführt und von korinthischen Kapitellen bekrönt. Zwischen Erd- und Obergeschoss war ein Mezzaningeschoss eingefügt entsprechend der sich in Norddeutschland aus der hohen Diele herausgebildeten Bauweise. In der Mittelachse des Erdgeschosses befand sich ein Doppelportal mit geschweiftem Giebel aus Sandstein, in dem zwei Eingänge mit kurzen Treppen lagen, das vermutlich nachträglich Mitte des 18. Jahrhunderts eingebaut wurde. Die seitlichen vier Achsen waren im Erdgeschoss mit weiteren Eingängen und Schaufenstern der hier ansässigen Geschäfte unterschiedlich gestaltet. Auch in den Kellerräumen befanden sich Läden. Die Fassade überragte ein Dreiecksgiebel mit einem Fensterband und einem halbrund abschließenden Giebelfenster vor einem großen Walmdach mit zwei breiten Gauben und mehreren schrägen Dachfenstern.
Als Vorbilder für die Architektur des Hauses werden Bauten des Amsterdamer Baumeisters Philips Vingboons, insbesondere das Landhaus Westwijk von 1637, oder auch der von Hans Hamelau ab 1666 errichtete Bauhof am Deichtor angenommen. Wilhelm Melhop wies zudem auf Parallelen zum ebenfalls von Hamelau 1660/1661 gebauten Kornhaus am Wandrahm hin, vor allem durch den Eindruck des überragenden, großen Walmdachs und der Erkerausbildung.
Ehemals führten an beiden Seiten des Gebäudes Einfahrten vorbei, die von Torbögen überwölbt waren. Der rechte Torweg wich in den 1790er Jahren einem vierstöckigen Etagenhaus. Auf der linken Seite führte die Durchfahrt bis zum Abbruch des Hauses in einen geräumigen Hofplatz. Zum Grundstück, das zum Schluss noch 80 Meter tief war und bis an den Schulgang und den Langen Gang reichte, gehörten weitere Gebäude, vormals Remisen, Stallungen und Wohnungen für die Dienerschaft, im 19. Jahrhundert teils Wohnhäuser, teils Fabriken.

## Bauschmuck
Der Fassadenschmuck des Hauses wurde in den zeitgenössischen hamburgischen Topographien hervorgehoben. Auch Wilhelm Melhop beschreibt, dass „die Barockfassade wegen des darin ausgedrückten reiferen künstlerischen Empfindens die Aufmerksamkeit der Kunstfreunde stets auf sich gezogen hat“.
Über den Fensterbrüstungen des ersten Stockwerks zogen sich die Schmuckelemente in regelmäßiger Abwechslung wie ein Band. In den Achsen zwischen den Pilastern waren gekreuzte Palmwedel aus Sandstein eingelassen; diese gehen auf die Ursprungszeit des Baus zurück: „Anstelle üppiger Festons als Symbole des Reichtums fand man hier die gekreuzten Palmwedel. In ähnlicher Form sind sie auf idealisierten, möglicherweise von Philip Vingboons stammenden Darstellungen des Salomonischen Tempels in einem Werk von Johannes Coccejus zu sehen, das 1669 erschien. Dann mögen sie in Anspielung auf König Salomon als Zeichen der Weisheit gemeint gewesen sein, was dem Juristen Schrötteringk wohl passender als Wohlstandsbezeugungen schien.“ Gekreuzte Palmwedel fanden sich in ähnlicher Form auch an anderen Häusern der Zeit, so zum Beispiel an den Häusern Neuer Wandrahm 7 und 10.
Auf gleicher Höhe waren in den vier inneren Pilastern Nischen nachträglich herausgehauen und Volutenkonsolen eingebracht, auf denen vier Büsten standen. Sie stellen die antiken Kaiser Ninus, Cyrus, Alexander den Großen und Cäsar dar:
|  | Ninos (Ninus), mythischer und namensgebender Gründer der Stadt Ninive in Assyrien, hier dargestellt mit wallendem Bart und einer über den Kopf gezogenen Löwenhaut, deren Tatzen über einem schuppigen Brustharnisch verknotet sind                                                                                                |
|  | Kyros II. (Cyrus) um 590 bis 530 v. Chr., persischer König der Achämeniden-Dynastie, hier ebenfalls bärtig dargestellt, trägt einen Turban mit Spange, auf der oberhalb der Stirn ein Medaillon sitzt, der Umhang ist über der Rüstung auf der rechten Schulter geknotet                                                           |
|  | Alexander der Große (Alexander III. von Makedonien, 356 v. Chr. in Pella bis 323 v. Chr. in Babylon) war König von Makedonien und Hegemon des Korinthischen Bundes, jugendlich dargestellt, bartlos, Helm mit Krempe und Schirm, langes Haar wallt hervor, Kriegskleidung, rechts von einer Fibel gehalten, verzierter Brustpanzer |
|  | Gaius Iulius Caesar (Cäsar, 100 v. Chr. bis 44 v. Chr.), römischer Staatsmann, Feldherr und Autor, ebenfalls bartlos dargestellt, mit Lorbeerkranz geschmückt, der Mantel wird auf der linken Schulter gehalten, der Panzer ist mit einer menschlichen Maske besetzt                                                               |

Auf den äußeren Pilastern waren in Sandstein gearbeitete Wappen angebracht. Sie zeigen beide einen leeren Schild und einen Spangenhelm mit angesetzten Schwingen, zwischen denen bei dem einen eine Taube mit Ring im Schnabel sitzt und im anderen sich ein kleiner Hund aufrichtet.
Die Wappen, Büsten und Palmwedel wurden von Fritz Schumacher in den Bau des Museums für Hamburgische Geschichte aufgenommen und sind dort an der Südostfassade zur Straßenfront angebracht. Zwei der Pilasterkapitelle wurden ebenfalls bewahrt und befinden sich im Magazin des Museums.

## Baugeschichte

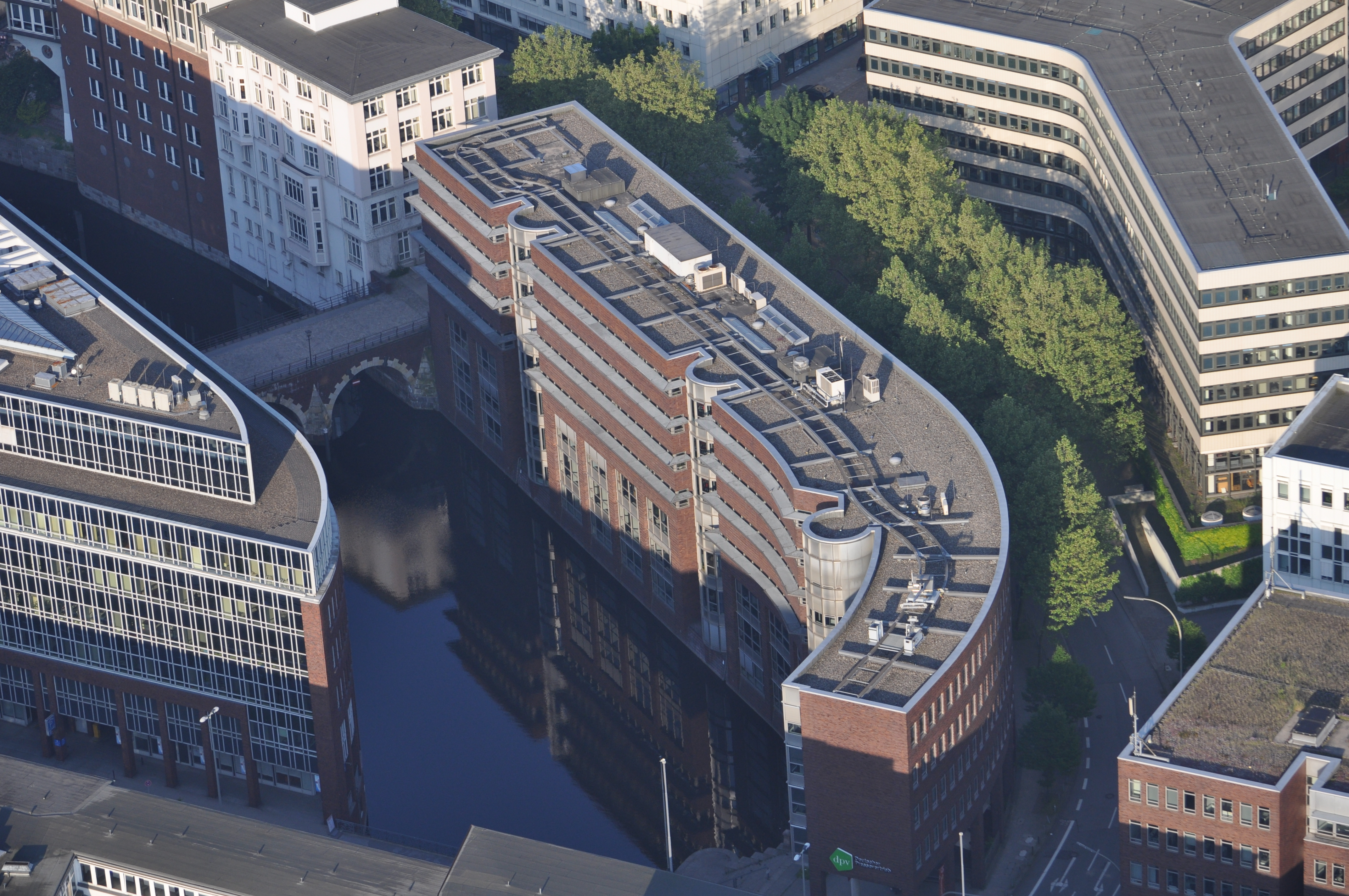
Düsternstraße am Bogen des Herrengrabenfleets, 2013

Das an den Schulgang grenzende Gartengrundstück stand am Anfang des 17. Jahrhunderts, bereits vor dem Bau der Wallanlagen, im Eigentum des Bürgermeisters Vincent Moller aus der Hanseatenfamilie Moller vom Hirsch. Das andere Grundstück gehörte Johann Möller, dem älteren Bruder des Bürgermeisters, Dr. jur. und holsteinischer Rat. Das Grundstück Johann Möllers erbte sein Sohn der Lizentiat Vincent Möller, der 1652 auch das Nachbargrundstück von den Erben seines Onkels, des Bürgermeisters Vincent Möller, erwarb. Nach dem Tod des Lizentiaten Vincent Moller 1665 ging das gesamte Grundstück auf seine Tochter Cecila Schrötteringk und deren Ehemann, den Bürgermeistersohn und fürstlich-gothaische Rat Lizentiat Joachim Schrötteringk, der entsprechend 1670 in das Grundbuch eingetragen wurde, über. Frühestens 1671 wurde mit dem Bau des Hauses begonnen, spätestens 1677 war es fertiggestellt.
Das Haus wurde nicht von der Familie Schrötteringk bewohnt; diese hatte im 17. Jahrhundert ihren Hauptwohnsitz im Cranz’schen Haus in der Hamburger Altstadt. Vielmehr war das Palais in der Düsternstraße ein repräsentatives Anlageobjekt mit Mieteinnahmen. Im Laufe seiner Geschichte hatte es häufig wechselnde Eigentümer.
Nach dem Tod Joachim Schrötteringks im Jahr 1706 erbten sein Sohn Hinrich Schrötteringk und seine Tochter Anna Cecilia Schrötteringk das Haus samt Grundstück, das schließlich auf deren Ehemann Johann Albert Lohrmann eingetragen wurde. Aufgrund von Schulden aber überschrieb man es 1717 auf den Gläubiger Jobst von Overbeck. 1732, sechs Jahre nach dem Tod Overbecks, stellten seine Erben das Haus zum Verkauf. Das Zeitungsinserat lautete: „Zu wissen, daß am morgenden Mittwochen, als den 26sten des jetztlaufenden Monats Martii, des Abends zur gewöhnlichen Zeit auf dem Eimbeckschen Hause das Gast-Haus, Garten und Zubehörungen, ehedessen der Bremer Schlüssel genandt und bey dem Stadt-Graben bey der Fuhlentwiete belegen, an den Meistbietenden verkauffet und zu einem gar leidlichen Preiß eingesetzt werden soll.“ Meyer-Brunswick hebt in seiner Darstellung des Hauses hervor, dass es 1721 noch keine Gaststätte an dieser Adresse gab, wie durch ein Inventar belegt ist. Der Bremer Schlüssel der Fuhlentwiete wurde von der Autorin Petra Oelker wiederholt als Schauplatz in einem in der zweiten Hälfte des 18. Jahrhunderts angesiedelten Kriminalroman-Zyklus aufgenommen.
1732 wurde das Haus von Johann Fahrenholtz und Elert Maack gekauft, die es 1753 durch eine Trennmauer im Innern in zwei Hälften teilten. Vermutlich wurde in dieser Zeit das Doppelportal eingesetzt. Als Fahrenholtz 1758 starb, verkauften dessen Erben seine Haushälfte an Johann Georg Tummel (1718–1777). Er war ein Verwandter von Elert Maack (1701–1772); nach dessen Tod bekam Tummel 1773 auch die andere Seite per Senatsbeschluss zugesprochen, so dass das Haus wieder in der Hand eines einzigen Eigentümers war. Nach Tummels Tod 1787 erbten seine Tochter Dorothe Ester (1761–1796) und deren Ehemann Johann Otto Maack (1755–1802) das Gebäude. Im Mai 1803 bezog Andreas Masson das Haus, das er käuflich erworben hatte. Er war Partner des französischen Architekten Joseph Ramée. Hier verkauften sie unter dem Namen „Masson et Ramée“ Tapeten, Porzellane und Möbel aus französischer Produktion. Die Partnerschaft löste sich im August 1806 auf. Die Jahre 1808 uns 1809 zeigte Ramée allein unter der Hausnummer 17 an. Ab 1810 war der Eigentümer Peter Godeffroy (1749–1822), der Ramée in den Jahren zuvor mit Umbauarbeiten seines Hauses am Jungfernstieg beauftragt hatte.
Laut Adressbuch von 1810 befand sich während der Franzosenzeit in dem Haus das Hôtel du Nord, das 1813 unter den „vornehmsten Gasthöfen hieselbst“ aufgeführt wurde. 1820 ist unter der Adresse eine Tobacks- und Zigarrenfabrik und ein Tobacksmakler aufgeführt.
Nach dem Tode Peter Godeffroys 1822 wurde das Gebäude durch dessen Testamentsvollstrecker zum Kauf angeboten. Nach Georg Andreas Bornhorst, in dessen Eigentum das Haus nur drei Jahre war, kaufte es Constantin Philipp Staeven. Nach dessen Tod 1857 stand das Haus erneut zum Verkauf. Laut Anzeige waren es nun „zwei Wohngebäude in einem Verbande, Parterre zwei Läden nebst Wohnung in jedem Stockwerk, ein, zwei und drei Treppen hoch, eine abgeschlossene Etage von mehreren Zimmern, Kammern, Küche; unter jedem der Häuser ein geräumiger Keller mit Wohn- und Lager-Localitäten, von denen der eine als Wein-, der andere als Fettwarenhandlung benutzt wurde“.
Neuer Eigentümer wurde Johann Georg Wittmann, der 1860 die Genehmigung erhielt, im Hof ein massives Gebäude zum Betrieb einer Gelbgießerei mit den erforderlichen Schmelzöfen zu errichten. Nach Wittmanns Tod 1872 waren seine Erben als Johann Georg Wittmann Testament im Grundbuch eingetragen, Verwalter waren die Gebrüder Leser. 1905, im Jahr des Abrisses waren im Adressbuch als letzte Mieter ein Schneider, eine Milchhandlung, eine Tischlerei, ein Auctionator, ein Marinemaler, ein Grünwarenhändler und ein Mützenmacher aufgeführt.
Das auf dem Grundstück bereits kurze Zeit später nachgebaute Haus hieß „Schloßhof“; es wurde im Zweiten Weltkrieg im Juli 1943 durch Bomben zerstört. Beim Wiederaufbau in der Nachkriegszeit kam es zu einer Neustrukturierung der Umgebung und Neuaufteilung der Grundstücke; nur die Straßenbiegung parallel zum Verlauf des Herrengrabenfleets ist noch nachvollziehbar. Die Lage des Alten Schlosses ist in etwa an der östlichen Seite des Bürokomplexes mit der Adresse Düsternstraße 1–3 zu verorten.